# Ban Pong (xã)
Ban Pong (tiếng Khmer: បានប៉ុង) là một xã ở huyện Veun Sai ở đông bắc Campuchia. Xã này có 2 làng và có tổng cộng dân số 1.795 người. Cuộc bầu cử hội đồng năm 2007, tất cả năm ghế đều thuộc Đảng Nhân dân Campuchia. Việc chuyển nhượng đất là một vấn đề nghiêm trọng vừa phải ở Ban Pong.)
| Làng                      | Dân số (1998) | Tỷ lệ giới tính (nam/nữ) (1998) | Số hộ (1998) | Ghi chú |
| ------------------------- | ------------- | ------------------------------- | ------------ | ------- |
| Ban Pong (hay Pong)       | 805           | 0,93                            | 133          |         |
| Baan Fang (hay Ban Hvang) | 990           | 0,94                            | 171          |         |